# Babinec (Słowacja)
Babinec (węg. Babarét, do 1899 Babaluska) – wieś (obec) na Słowacji położona w kraju bańskobystrzyckim, w powiecie Rymawska Sobota. Pierwsze wzmianki o miejscowości pochodzą z roku 1407.
Według danych z dnia 31 grudnia 2012, wieś zamieszkiwało 68 osób, w tym 34 kobiety i 34 mężczyzn.
W 2001 roku pod względem narodowości i przynależności etnicznej miejscowość zamieszkiwali wyłącznie Słowacy.
Ze względu na wyznawaną religię struktura mieszkańców kształtowała się w 2001 roku następująco:
- Katolicy rzymscy – 34,15%
- Ewangelicy – 58,54%
- Ateiści – 1,22%
- Nie podano – 6,1%